# ANB
ANB je kratica za crnogorsku sigurnosno-obavještajnu službu Agencija za nacionalnu bezbjednost koja je 2004. nastala od nekadašnjeg dijela crnogorske  Službe državne sigurnosti.
ANB obavlja obavještajnu i kontra-obavještajnu zaštitu nacionalne sigurnosti Crne Gore. 
Prema službenom izvješću iz 2007. ima 365 djelatnih operativaca i 89 administrativnih službenika. ANB ima sedam uprava: obavještajnu, kontraobavještajnu, analitičku, arhivsku, upravu za osiguranje osoba, upravu za unutrašnju kontrolu i za anti-terorizam.
Tijekom eksplozivnog političkog sukoba između službenih Beograda i Podgorice potkraj 1990-ih crnogorska tajna služba je optuživana za ilegalno naoružavanje, mobiliziranje i organiziranje kapilarne mreže paravojnih i policijskih postrojbi čija se ukupna snaga procijenjivala i do 30.000 pripadnika kao odgovor na pokušaje zastrašivanja i oružne prijetnje tadašnje Vojske Jugoslavije. 

## Vanjske poveznice
- službene web stranice  Arhivirana inačica izvorne stranice od 20. svibnja 2013. (Wayback Machine)